# Баланіч Олександр Михайлович
Олександр Михайлович Баланіч, (рум. Alexandru Balanici), 11 жовтня 1954, с. Устя, Глоденський район, Молдавська РСР) — доктор технічних наук, перший проректор, проректор з навчальної частини Бельцкого державного університету ім. Алеку Руссо.

## Освіта
- Бельський державний педагогічний інститут, факультет фізики і математики, спеціальність "Загальні технічні дисципліни, фізика і праця" (1972-1977);
- Московське вище технічне училище  імені Н. Е. Баумана (1988-1991 рр., дослідження PhD), інженер-науковець (1991),
- Доктор технічних наук (1992).

## Етапи
- Лабораторія на кафедрі вищої технічної дисципліни (1977, 1979);
- Військову службу (1977-1979);
- Викладач кафедри трудового навчання методології (1979-1983);
- Інспектор районного відділу освіти в Чимішлії (1983-1984),
- Викладач, (1983-1988);
- Старший викладач (1991-2000);
- Доцент кафедри техніки та технології (2001);
- Декан інженерного факультету фізики і математики (1993-1999);
- Начальник відділу техніки і технології (1999-2003);
- Відповідальний секретар, заступник секретаря Комісії, державного університету "А. Руссо" Белць (1993-2008);
- Член сенату університету (2002);
- Вчений секретар журналу "Фізика і техніка: процеси, моделі, експеримент" (2006);
- Член правління Спілки інженерів Молдован (2007);
- Декан факультету технічних наук, фізики, математики та комп'ютерних наук (2003-2010);
- Перший проректор з викладацької діяльності (у 2010), віце-президент Сенату USB.

## Публікації
Більше 60 публікацій, в тому числі керівництво "Різка матеріалів для інженерних спеціальностей, керівництво для розробки процесів обробки, науковий керівник дев'ять дисертації майстрів і чотирьох вчителів для отримання вищої наукового ступеня у галузі освіти технології, керівник чотирьох дослідницьких проектів, що фінансуються з бюджету за державним замовленням .

## Стажування
- Єгипет (2004);
- Франція (2007);
- Росія (2008).

## Нагороди
- 2010 - орден «Gloria Muncii» [2]